# ليلى بنعلي
ليلى بنعلي (ليلى بنعلي) هي سياسية وخبيرة مغربية في مجال الطاقة والأمن والمالية. وهي مهندسة، اقتصادية، وسياسية.
عُينت منذ أكتوبر 2021 وزيرة الانتقال الطاقي والتنمية المستدامة في المغرب ضمن حكومة عزيز أخنوش.

## السيرة
شغلت بنعلي منصب كبيرة الخبراء الاقتصاديين ومديرة قسم الإستراتيجية واقتصاديات الطاقة والاستدامة لدى الشركة العربية للاستثمارات البترولية أبيكورب. في 7 مارس 2021 أعلن منتدى الطاقة الدولي تعيين بنعلي في منصب كبير الاقتصاديين.
في 7 أكتوبر 2021 عينت بنعلي وزيرة الانتقال الطاقي والتنمية المستدامة في الحكومة المغربية التي يترأسها عزيز أخنوش.